# Паневежис
Паневе́жис, Панявежи́с чи Понівіж (лит. Panevėžys, пол. Poniewież, до 1917 року рос. Поневе́ж) — місто на півночі Литви, п'яте за кількістю жителів, найбільше місто історичної області Аукштота. Адміністративний центр Паневежиського повіту і Паневежиського району.

## Положення й загальна характеристика

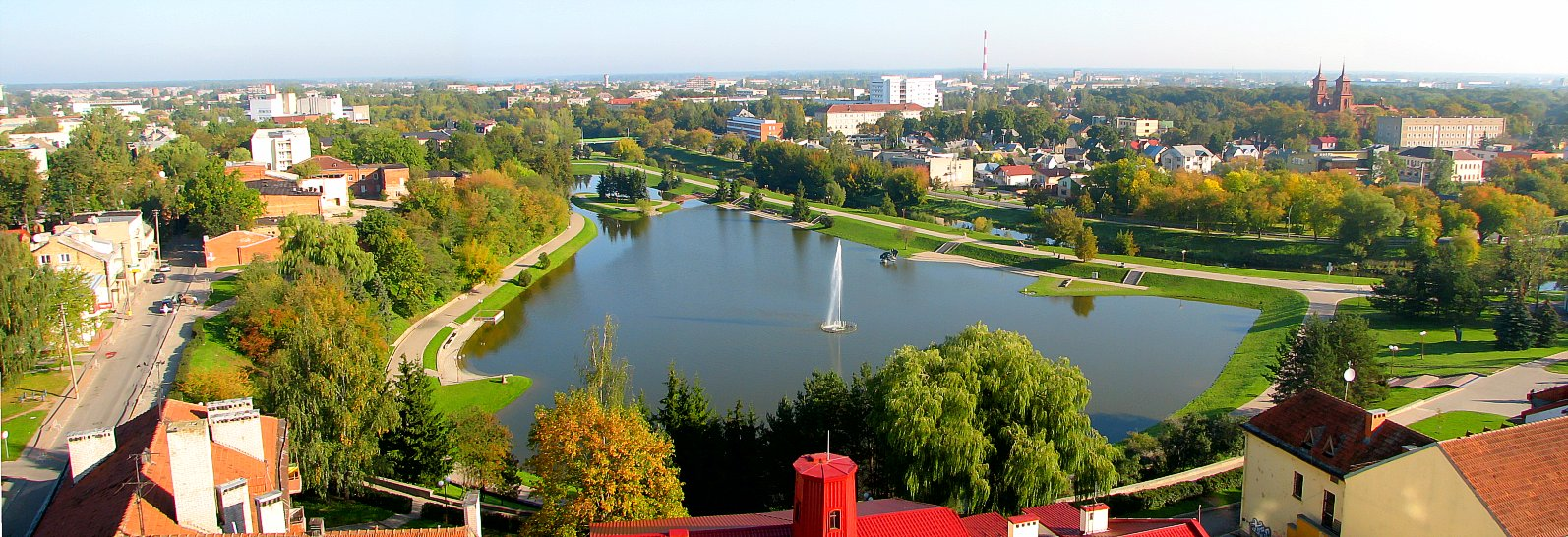
Панорама Паневежиса

Місто розташоване на обох берегах річки Невежис (притока Німану), за 135 км на північний захід від Вільнюса, за 109 км від Каунаса і за 240 км від Клайпеди. Загальна площа близько 52 км².

### Клімат
Місто знаходиться у зоні, котра характеризується вологим континентальним кліматом з теплим літом. Найтепліший місяць — липень із середньою температурою 17.1 °C (62.7 °F). Найхолодніший місяць — січень, із середньою температурою -5.5 °С (22.1 °F).
| Клімат Паневежиса       | Клімат Паневежиса | Клімат Паневежиса | Клімат Паневежиса | Клімат Паневежиса | Клімат Паневежиса | Клімат Паневежиса | Клімат Паневежиса | Клімат Паневежиса | Клімат Паневежиса | Клімат Паневежиса | Клімат Паневежиса | Клімат Паневежиса | Клімат Паневежиса |
| Показник                | Січ.              | Лют.              | Бер.              | Квіт.             | Трав.             | Черв.             | Лип.              | Серп.             | Вер.              | Жовт.             | Лист.             | Груд.             | Рік               |
| Середній максимум, °C   | −3                | −1,9              | 2,9               | 10,5              | 17,7              | 21,1              | 22,2              | 21,6              | 16,5              | 10,5              | 4                 | −0,6              | 10,1              |
| Середня температура, °C | −5,5              | −4,8              | −0,5              | 6,1               | 12,3              | 15,9              | 17,1              | 16,4              | 12,1              | 7,2               | 1,8               | −3                | 6,3               |
| Середній мінімум, °C    | −8                | −7,7              | −3,9              | 1,7               | 6,9               | 10,8              | 11,9              | 11,2              | 7,7               | 3,9               | −0,4              | −5,3              | 2,4               |
| Норма опадів, мм        | 32                | 26                | 32                | 42                | 54                | 63                | 74                | 74                | 57                | 47                | 51                | 44                | 596               |
| Днів з опадами          | 17                | 14                | 14                | 13                | 12                | 13                | 14                | 13                | 15                | 14                | 17                | 20                | 176               |
| ----------------------- | ----------------- | ----------------- | ----------------- | ----------------- | ----------------- | ----------------- | ----------------- | ----------------- | ----------------- | ----------------- | ----------------- | ----------------- | ----------------- |
| Джерело: Weatherbase    |                   |                   |                   |                   |                   |                   |                   |                   |                   |                   |                   |                   |                   |

У місті перетинаються найважливіші автомагістралі Литви та міжнародна магістраль «Віа Балтика» E67, що з'єднує Вільнюс із Ригою. Залізничні лінії з'єднують з Даугавпілсом і Шяуляєм. Діють два аеродроми місцевого значення.
Місто є важливим центром промислового виробництва Литви. Успішними є такі види діяльності: електротехнічна — завод «Екранас», пивоварна — «Калнапіліс» та інші.

## Населення
За першого загального перепису населення Російської імперії 1897 року в Поневежі проживало 6 503 чоловіків і 6 465 жінок, всього 12 968 жителів. Близько половини населення міста становили євреї. Перед Першою світовою війною у місті нараховувалося 14 000 жителів. У 1939 році налічувалося 27 тис. жителів, в 1974  — 88 тис., у наш час[коли?] 117 593 (2004), 116 247 (2005, що становить 3,4 % всього населення країни). Місто вважається одним з наймоноетнічніших у Литві: 96 % литовців, 2,6 % росіян, 0,4 % українців, 0,2 % білорусів, 0,2 % поляків, 0,02 % євреїв, 0,28 % інших, включаючи циган і караїмів Литви.
| жителів | 800    | 2 000  | 3 700  | 5 908   | 8 071   | 12 968  | 9 000   | 19 197  | 20 562 | 26 653 |
| Рік     | 1945   | 1959   | 1970   | 1979    | 1989    | 2001    | 2007    | 2010    | 2014   | 2022   |
| жителів | 12 000 | 41 100 | 74 497 | 102 303 | 126 483 | 119 749 | 114 582 | 111 953 | 96 328 | 88 380 |

## Назва
Назва утворена від назви річки Невежис (Нявежис, (лит. Nevėžis) і вперше згадана у грамоті князя Александра, датованій 7 вересня 1503. Після Другої світової війни у текстах закріпилася назва Паневежис. Однак з 1990-х років в Литві стала використовуватися назва Панявежис.

## Історія

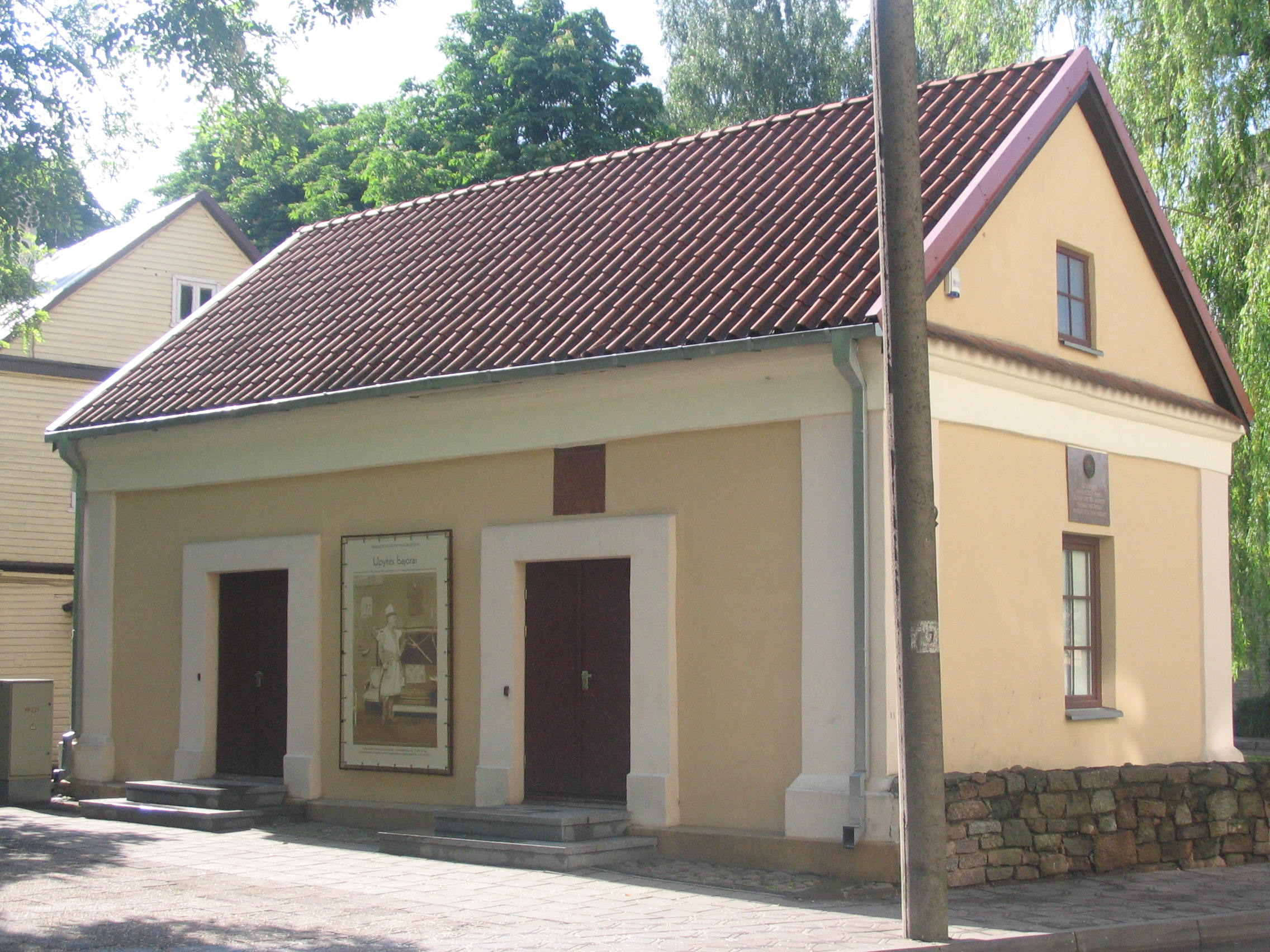
Старовинний будинок у Паневежисі (колишній архів повітового суду; 1614)

Назва вперше згадана у грамоті короля Польщі і великого князя литовського Александра, датованій 7 вересня 1503 року, згідно з якою настоятелю міста Рамигали дарувалася земля за умови, що тут буде побудований костел. На правому березі Невежиса утворилося селище з костелом, торговою площею, корчмою, пивоварнею і лазнею, що отримало пізніше назву Старого Паневежиса.

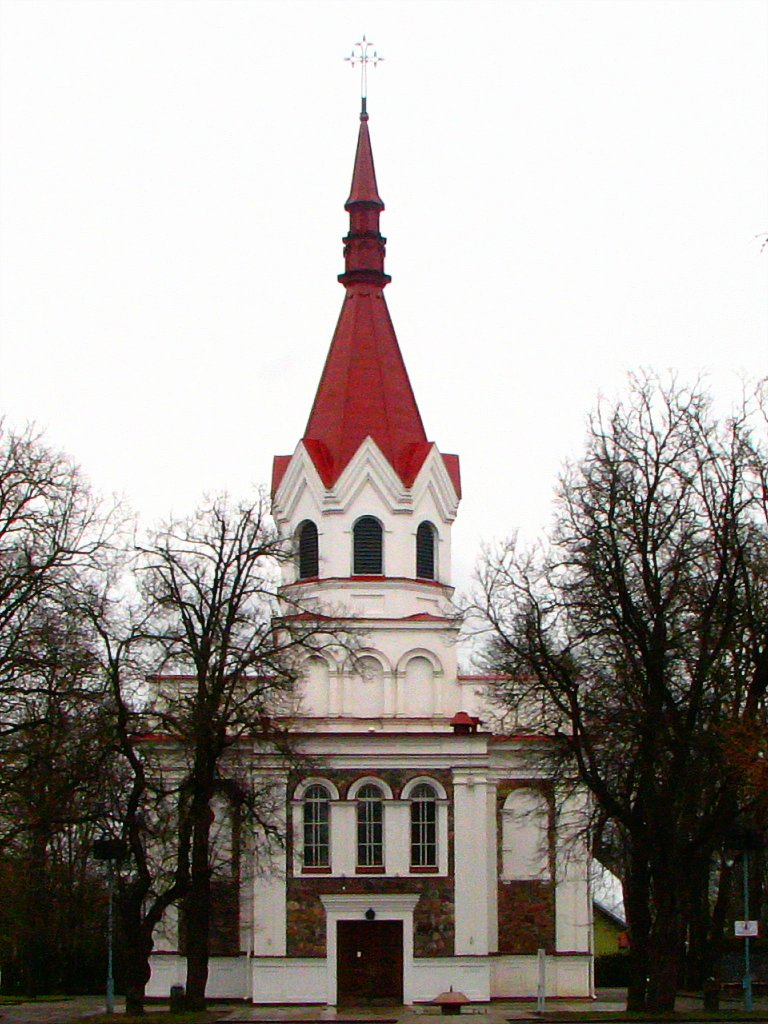
Костел Пресвятої Трійці (1803)

На початку XVI століття на лівому березі Невежиса на державних землях утворилося інше поселення, що одержало назву Нового Паневежиса. Воно швидко розросталося. Після адміністративної реформи 1565–1566 років Поневеж став центром повіту. У 1568 в Поневеж з Крекенави був переведений повітовий суд. Це сприяло зростанню міста і його значення. Обидві його частини з'єдналися в 1780 році.
У 1727 році в Паневежисі влаштувалися піари, побудували костел Пресвятої Трійці (спочатку дерев'яний), монастир і колегію — першу середню школу в місті. Після повстання 1831 року монастир і костел були закриті. У 1847 році костел був переданий православній церкві, а в 1918 році повернений католикам.

## Культура
Паневежис є регіональним осередком культурного життя — музичного, театрального, просвітницько-музейного, виставкового та фестивального.
Серед музеїв міста:
- Етнографічний музей — накопичив величезний обсяг історико-культурної спадщини;
- Паневежиська художня галерея — організовує близько 20 різних виставок щороку, також тут проводяться музичні та літературні вечори, лекції та дискусії на культурно-мистецьку тематику;
- Фотогалерея — щороку організовує 30 виставок фотосвітлин; 10 виставок, персональних і збірних, за кордоном; має міжнародні нагороди.

Протягом останнього десятиліття у Паневежисі влаштовують Міжнародний симпозіум кераміки (International Ceramics Symposia). Унікальна колекція гончарних виробів, яка є найбільшою в країнах Балтії, оновлюється щороку.
Від 1987 року в місті функціонує клуб «Книжковий знак BITE (BEE)», який організовує різноманітні виставки, конкурси для осіб з усього світу. Колекція закладу складається з 3-4 тисяч книжкових знаків.
Музичне життя Паневежиса репрезентують Камерний оркестр, жіночий хор VOLUNGĖ, ансамбль Muzika, духовий оркестр PANEVĖŽIO GARSAS (володар Гран-прі фестивалю у Франції в 1997) — художні колективи, які добре відомі участю в різних музичних проектах не лише в Литві, але й за її межами. Дитячі та юнацькі колективи народних танців PYNIMĖLIS, LINELIS, GRANDINĖLĖ, дорослі колективи народного танцю VERDENĖ, JUOSTA також є лауреатами різних премій у країні та за кордоном.
Місто є домом для низки театрів:
- Драматичний театр імені Юозаса Мільтиніса — відомий і в Литві, і у цілій Європі; Юозас Мільтиніс (Juozas Miltinis ) виховав плеяду литовських акторів, одним з яких був Донатас Баніоніс, що уславився як кіноактор, зокрема у фільмах зарубіжних кінорежисерів;
- Театр MENAS — експериментальний і молодіжний, ідеальне місце для проведення творчих досліджень і пошуків нових сценічних форм, образів і стилів;
- Театр ляльок-вагон — єдиний подібний у Європі; його директор Антанас Маркуцкіс (Antanas Markuckis) був удостоєний Міжнародної премії Г.-К. Андерсена в 2003 році в Копенгагені. Щодва роки на базі лялькового театру в Паневежисі відбувається Міжнародний фестиваль театрів ляльок LAGAMINAS.

Паневежиська публічна бібліотека з 8 філіями заохочує містян до інтелектуального розвитку та самоосвіти.
Також у місті розвивається й підтримується народне мистецтво — роботи місцевих народних майстрів, зокрема телів і ковалів добре відомі не тільки в Литві.
Паневежис — батьківщина і місце зростання й розкриття талантів низки відомих художників, письменників, музикантів, які зробили місто відомим у світі, та є лауреатами різних премій.

## Відомі люди, пов'язані з Паневежисом
- Донатас Баніоніс (нар. 1924) — актор театру і кіно, закінчив студію при Паневезькому театрі (1940) і довгі роки був провідним актором цього театру.
- Ігор Велигин (нар. 1947) — український графік.
- Юозас Мільтиніс (нар. 1907 — пом. 1994) — актор і режисер, керівник театру в Паневежисі в 1940–1980 роках.
- Юліян Кулаковський — український історик-візантист ХІХ століття.
- Степан Михайлович Некрашевич (нар. 1883 — пом. 1937) — білоруський вчений-мовознавець і громадський діяч, ініціатор створення і перший голова Інституту білоруської культури (тепер — Національна Академія наук Білорусі). У Паневежисі в 1908 році закінчив вчительську семінарію.
- Еліезер Менахем Шах — лідер ортодоксального єврейства в Ізраїлі, навчався в знаменитій Паневезькій єшиві.
- Ростовцева Катерина Сергіївна — лікар-уролог, член Європейської Асоціації урологів, народилася і виросла в Паневежисі.

## Міста-побратими
- Ірпінь,  Україна
- Габрово[24],  Болгарія
- Даугавпілс,  Латвія
- Кальмар,  Швеція
- Кінгстон,  Ямайка
- Кольдинг,  Данія
- Люблін,  Польща
- Люнен,  Німеччина
- Калінінград,  Росія
- Митищі,  Росія
- Раквере,  Естонія
- Вінниця,  Україна